# Dishonored (jeu vidéo)
Vous lisez un « article de qualité » labellisé en 2021.
Ne pas confondre avec le film Agent X 27 dont le titre original est Dishonored.
Cet article concerne le jeu vidéo Dishonored. Pour la franchise, voir Dishonored.
Dishonored est un jeu vidéo d'action-aventure développé par Arkane Studios et édité par Bethesda Softworks, sorti en 2012. Situé dans la ville industrielle fictive de Dunwall, ravagée par la peste, Dishonored suit l'histoire de Corvo Attano, garde du corps de l'impératrice des îles. Il est accusé de son meurtre et forcé de devenir un assassin, cherchant à se venger de ceux qui ont conspiré contre lui. Corvo est aidé dans sa quête par les loyalistes, un groupe de résistance luttant pour récupérer Dunwall, et par l'Outsider, un être puissant qui imprègne Corvo de capacités magiques grâce à sa marque. Plusieurs acteurs de renom, dont Susan Sarandon, Brad Dourif, Michael Madsen, John Slattery, Lena Headey, Chloë Grace Moretz et Carrie Fisher, prêtent leurs voix aux personnages.
Le jeu se joue à la première personne. Le joueur doit entreprendre une série de missions au cours desquelles certaines de ses actions ont une influence sur les missions suivantes, en particulier s'il choisit de tuer des personnages non-joueurs. Corvo Attano possède des équipements magiques, conçus pour être combinés et créer des effets variés. La ville de Dunwall, repensée à plusieurs reprises pendant les trois années de production du jeu, est inspirée de Londres et Édimbourg à la fin du XIXe siècle.
Dishonored a reçu des critiques positives, se concentrant sur les récits individuels des missions et la liberté disponible pour les compléter. Les critiques ont été plus mitigées sur le récit global, qui était considéré comme prévisible, et sur certains problèmes de contrôle du personnage. Le jeu a remporté plusieurs prix, dont le Spike Video Game Awards 2012 du meilleur jeu d'action-aventure et le prix BAFTA 2013 du meilleur jeu. Il a été à plusieurs reprises reconnu comme le meilleur jeu d'action-aventure de 2012 et l'un des meilleurs jeux de cette même année. Dishonored a été initialement publié en octobre 2012, pour Microsoft Windows, PlayStation 3 et Xbox 360, et a ensuite été complété par du contenu téléchargeable axé sur l'assassin Daud et sa quête de rédemption. Les versions PlayStation 4 et Xbox One du jeu sont sorties en août 2015. Deux suites narratives, Dishonored 2 et Dishonored : La Mort de l'Outsider, sont sorties respectivement en 2016 et 2017.

## Trame

### Généralités

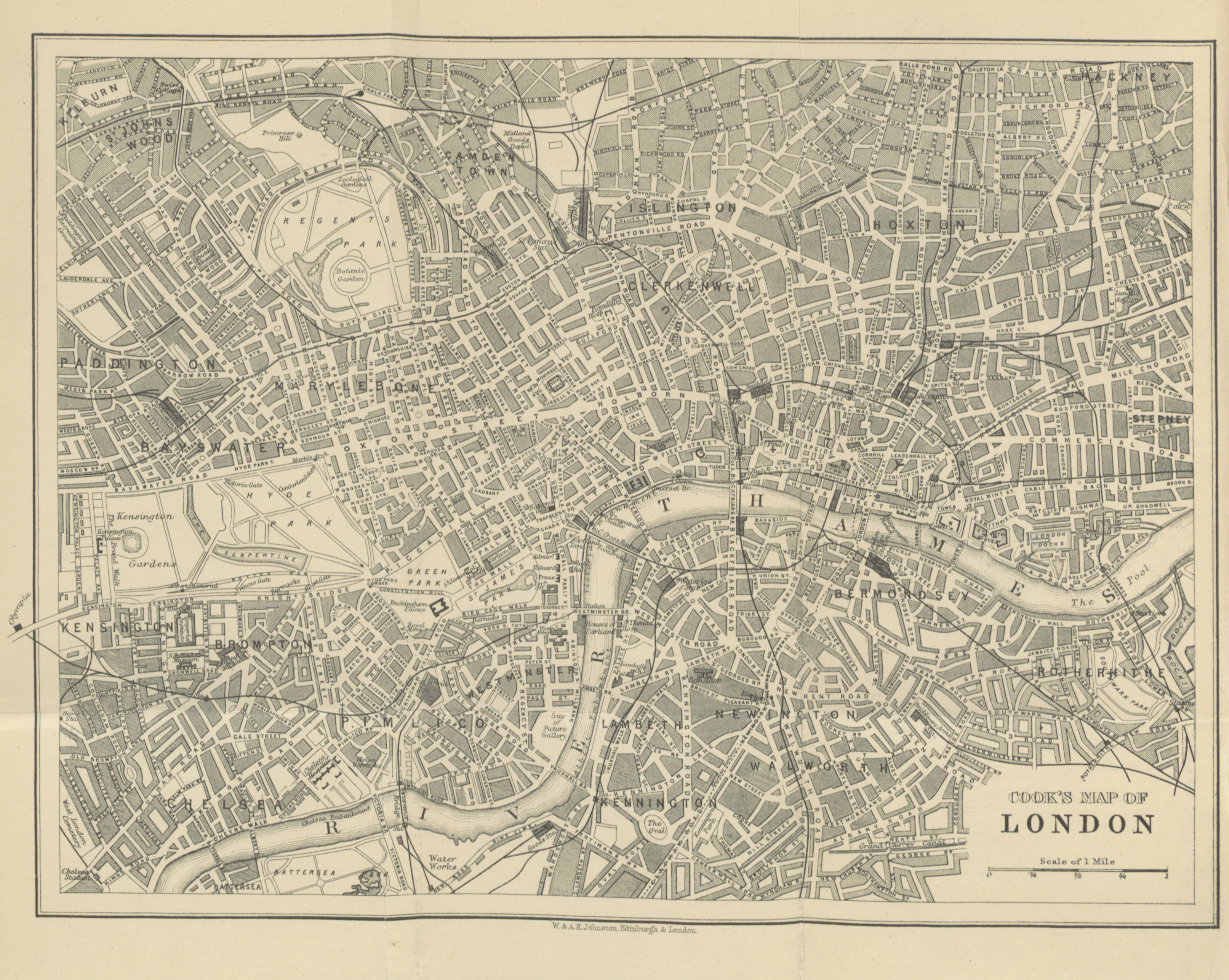
Ancienne carte de Londres en 1880.

Dishonored prend place dans la ville industrielle fictive de Dunwall, où la technologie et les forces magiques coexistent. La conception de la ville est inspirée par Londres et Édimbourg entre la fin des années 1800 et le début des années 1900,. Capitale de l'Empire des îles, Dunwall est dirigée par un régime oppressif arrivé au pouvoir à la suite de l'assassinat de l'impératrice et de l'enlèvement de sa fille,. La ville est un centre de pêche et de chasse à la baleine, une ressource précieuse pour l'alimentation. Après qu'un philosophe a découvert que l'huile de baleine pouvait être utilisée comme carburant, le gouvernement a développé des armes puissantes, qu'il utilise pour opprimer la population. La ville est frappée par un fléau propagé par les rats, qui tue les pauvres et isole les riches. Les infectés, appelés « geignards » (weepers en anglais), pleurent du sang et peuvent devenir violents. Le gouvernement utilise la peste comme excuse pour enlever ou emprisonner les citoyens comme bon lui semble et les spolier de leurs biens. L'ordre est maintenu par les Tallboys, des officiers lourdement armés sur de grandes jambes mécaniques, et les districts sont séparés par des barrières connues sous le nom de « Portail Foudroyant » (Walls of Light en anglais), qui sont faites d'énergie et désintègrent les personnes qui tentent de les traverser sans autorisation,. Un groupe d'activistes, les loyalistes, complote pour renverser le gouvernement et installer la fille de l'impératrice comme nouvelle dirigeante.

### Personnages

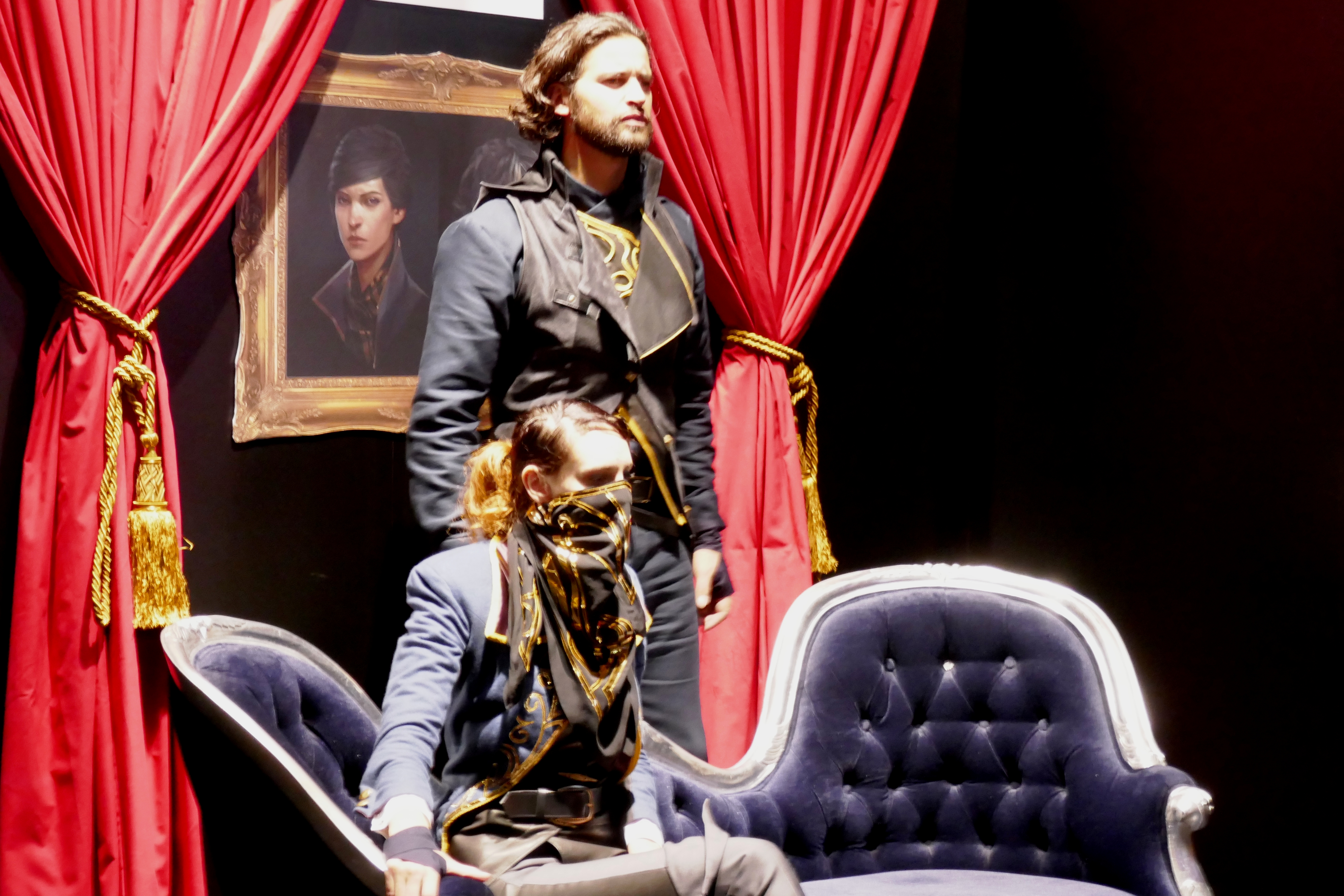
Cosplays des personnages d'Emily (adulte) et Corvo.

Le personnage principal de Dishonored, que le joueur contrôle, est Corvo Attano, l'ancien garde du corps de l'impératrice Jessamine Kaldwin de Dunwall (April Stewart). Corvo devient un assassin après avoir été accusé du meurtre de l'impératrice. Il est habile à la fois lorsqu'il s'infiltre ou combat, est armé de gadgets inhabituels et possède de grands pouvoirs surnaturels,. Les concepteurs du jeu ont choisi de ne pas faire parler Corvo afin que les joueurs puissent mieux s'identifier au personnage. Corvo est aidé par les loyalistes, dirigés par l'amiral Farley Havelock (John Slattery). Les loyalistes regroupent Piero Joplin (Brad Dourif), un inventeur qui construit le masque de Corvo et lui fournit des gadgets, Lord Treavor Pendleton (Derek Phillips), un député du parlement, Samuel (Ryan Cutrona), un roturier qui transporte Corvo vers et depuis ses missions, le superviseur Teague Martin (Joel Johnstone) de l'Abbaye du Quidam, la religion officielle de l'empire, et Callista Curnow (Lena Headey), la préceptrice de la fille de l'impératrice, la jeune Emily Kadwin (Chloë Grace Moretz). Les autres personnages du jeu incluent Mamie Chiffons (Susan Sarandon), une ancienne aristocrate maintenant aveugle et dérangée après des années de vie dans la rue, Daud (Michael Madsen), chef d'un groupe d'assassins connu sous le nom de « Whalers » et Slackjaw (Al Rodrigo), le chef du gang de Bottle Street. Enfin, Gregg Berger et Carrie Fisher interprètent les officiers de propagande du régime,,.
L'Outsider (Billy Lush (en)) propose d'aider Corvo dans sa quête. Décrit comme un mélange de Dieu et du Diable, l'Outsider imprègne Corvo de capacités magiques et lui fournit un cœur humain mécaniquement modifié qui lui dévoile des secrets. Harvey Smith, le directeur du jeu, décrit le personnage comme une figure amorale qui accorde des capacités, mais laisse le choix au destinataire de les utiliser comme il le souhaite.
Les cibles de Corvo incluent le Lord Régent Hiram Burrows (Kristoffer Tabori), l'ancien maître espion de l'Impératrice qui a orchestré sa mort, a emprisonné Corvo et contrôle maintenant Dunwall, l'amant de Lady Boyle (Anna Graves), un aristocrate finançant l'armée,,, Custis et Morgan Pendleton connus sous le nom des « Pendleton Twins » (Zach Hanks), membres du parlement et frères ainés de Treavor,Thaddeus Campbell (Daniel Hagen (en)), Grand Superviseur de l'Abbaye du Quidam (« Abbey of the Everyman ») et Anton Sokolov (Roger Jackson), un inventeur de génie responsable de la création de nombreuses techniques de pointe, dont le Mur de Lumière.

Portraits des acteurs principaux faisant partie de la distribution du jeu
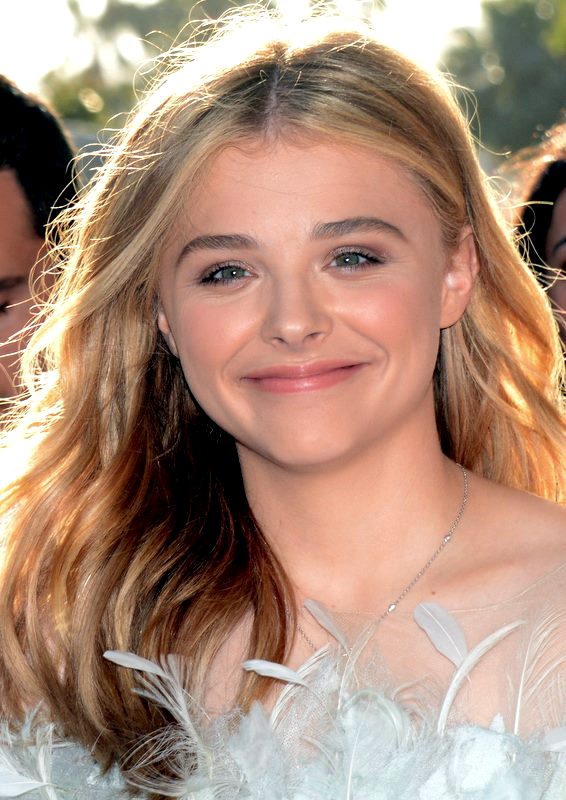
Chloë Grace Moretz en 2014.
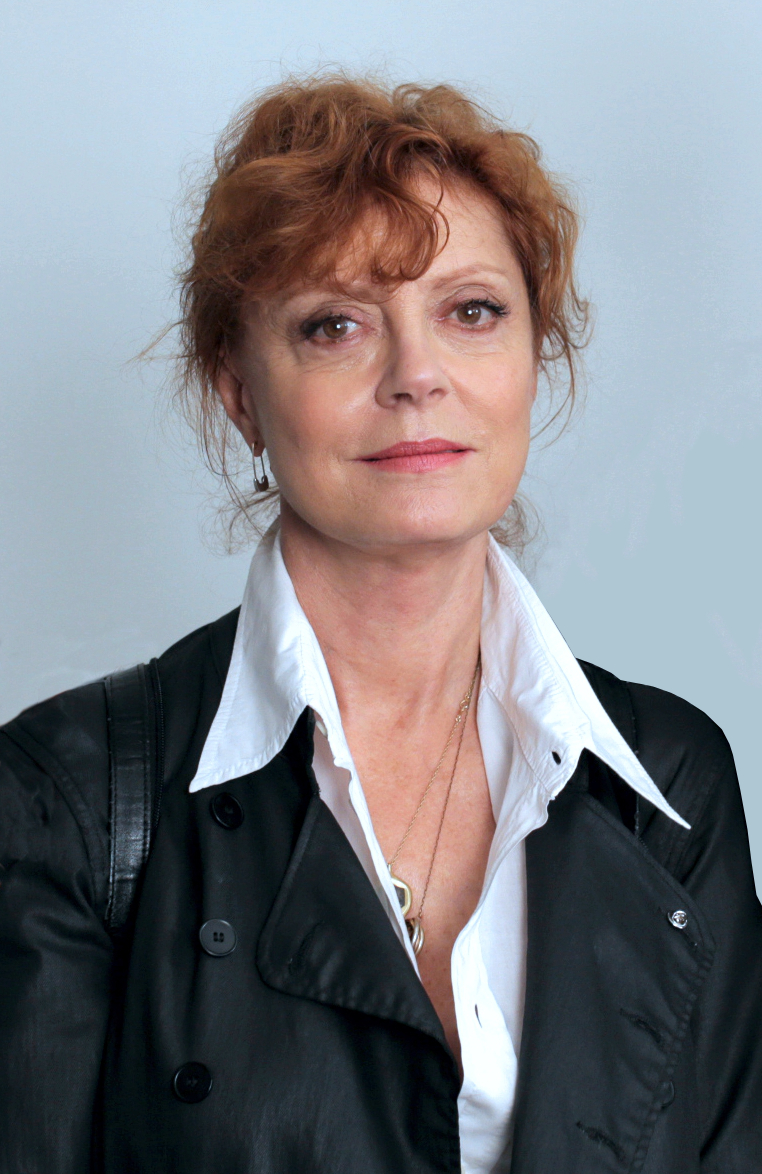
Susan Sarandon en 2016.
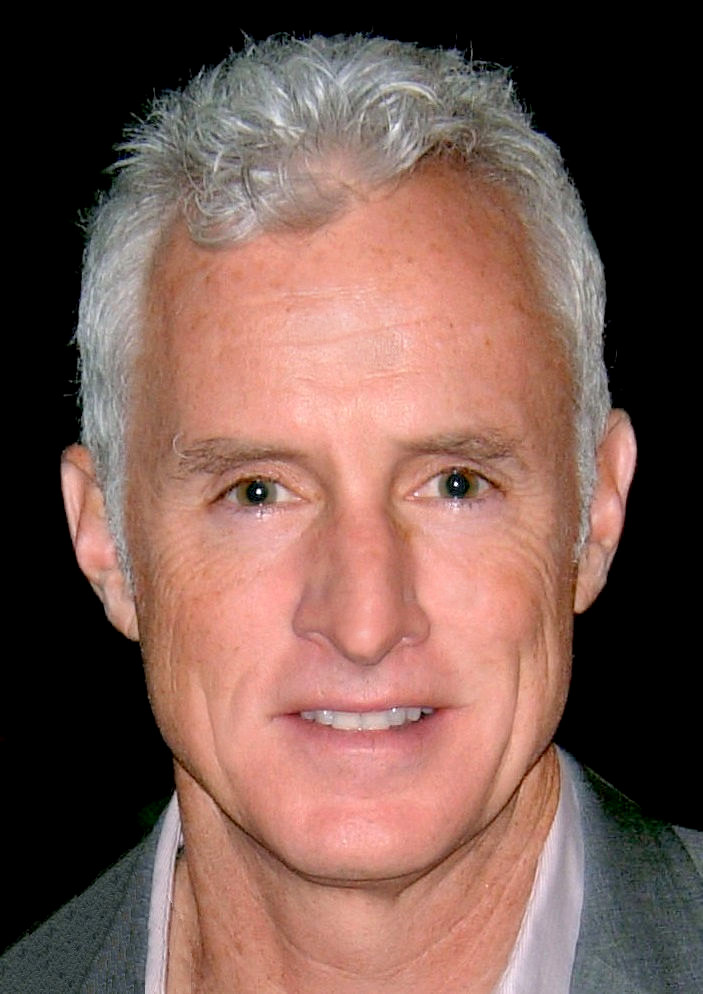
John Slattery en 2008.
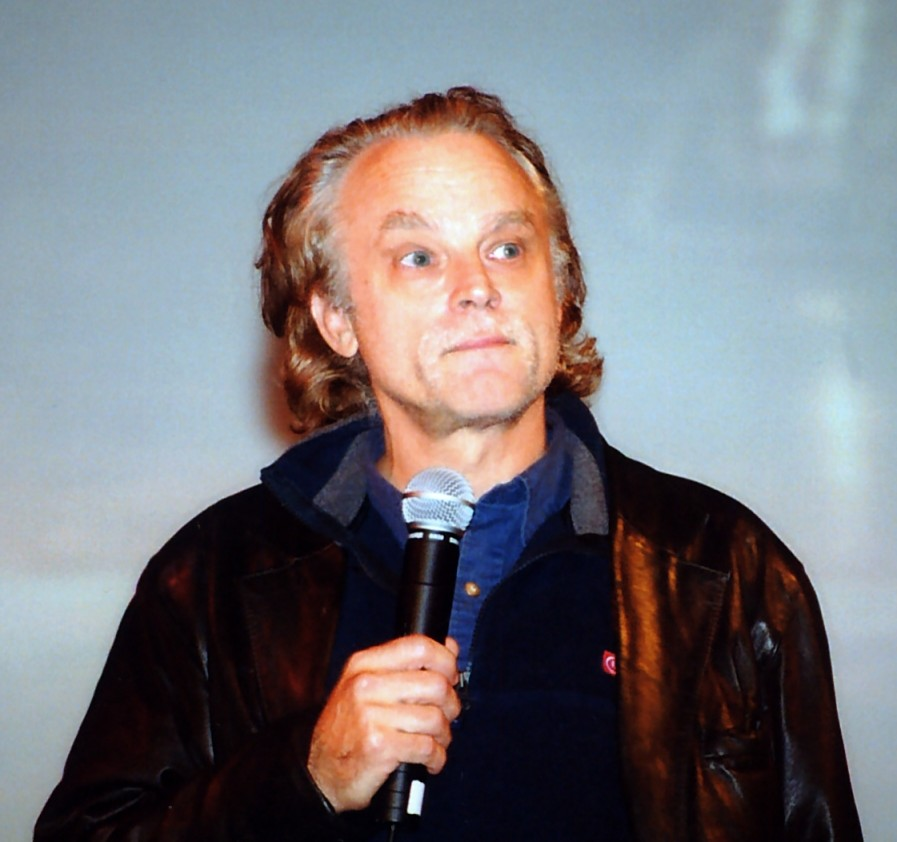
Brad Dourif en 2002.
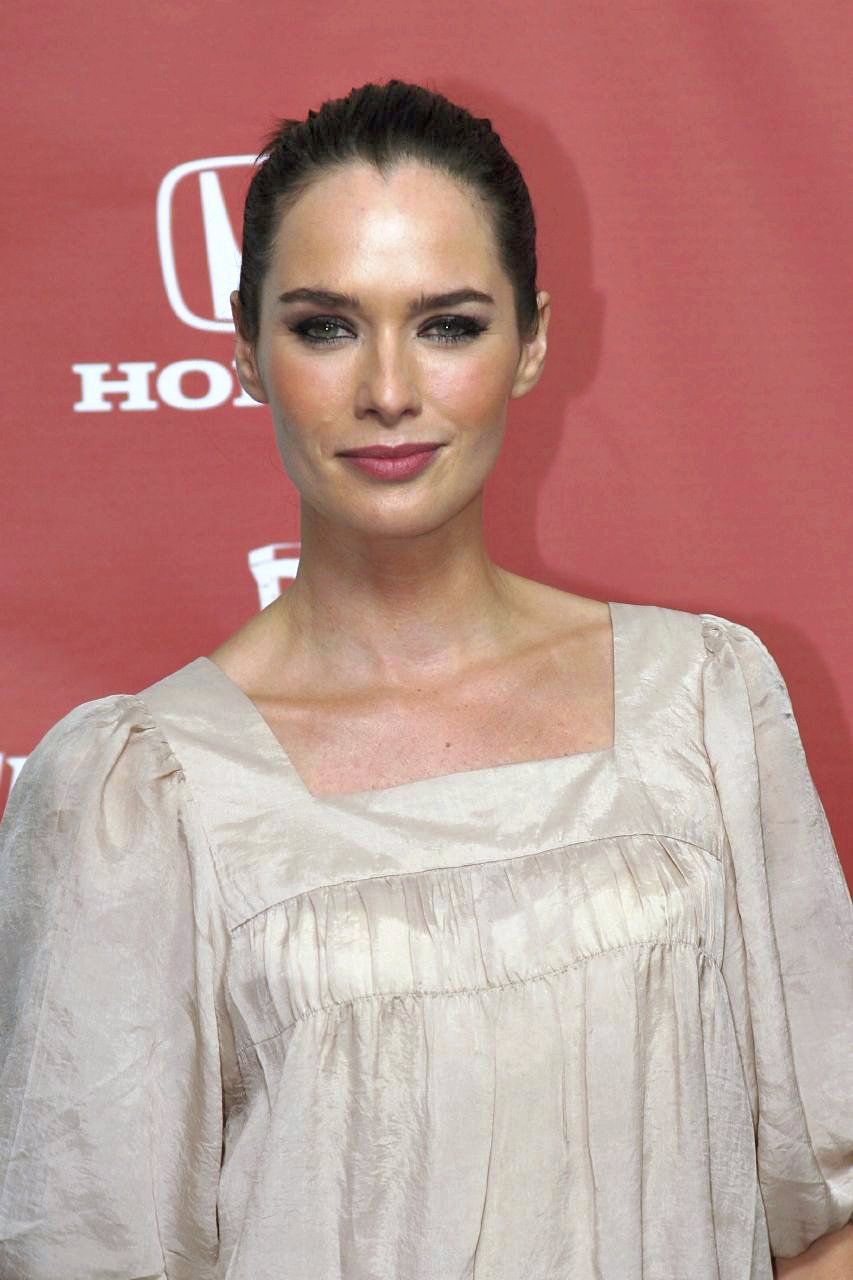
Lena Headey en 2007.
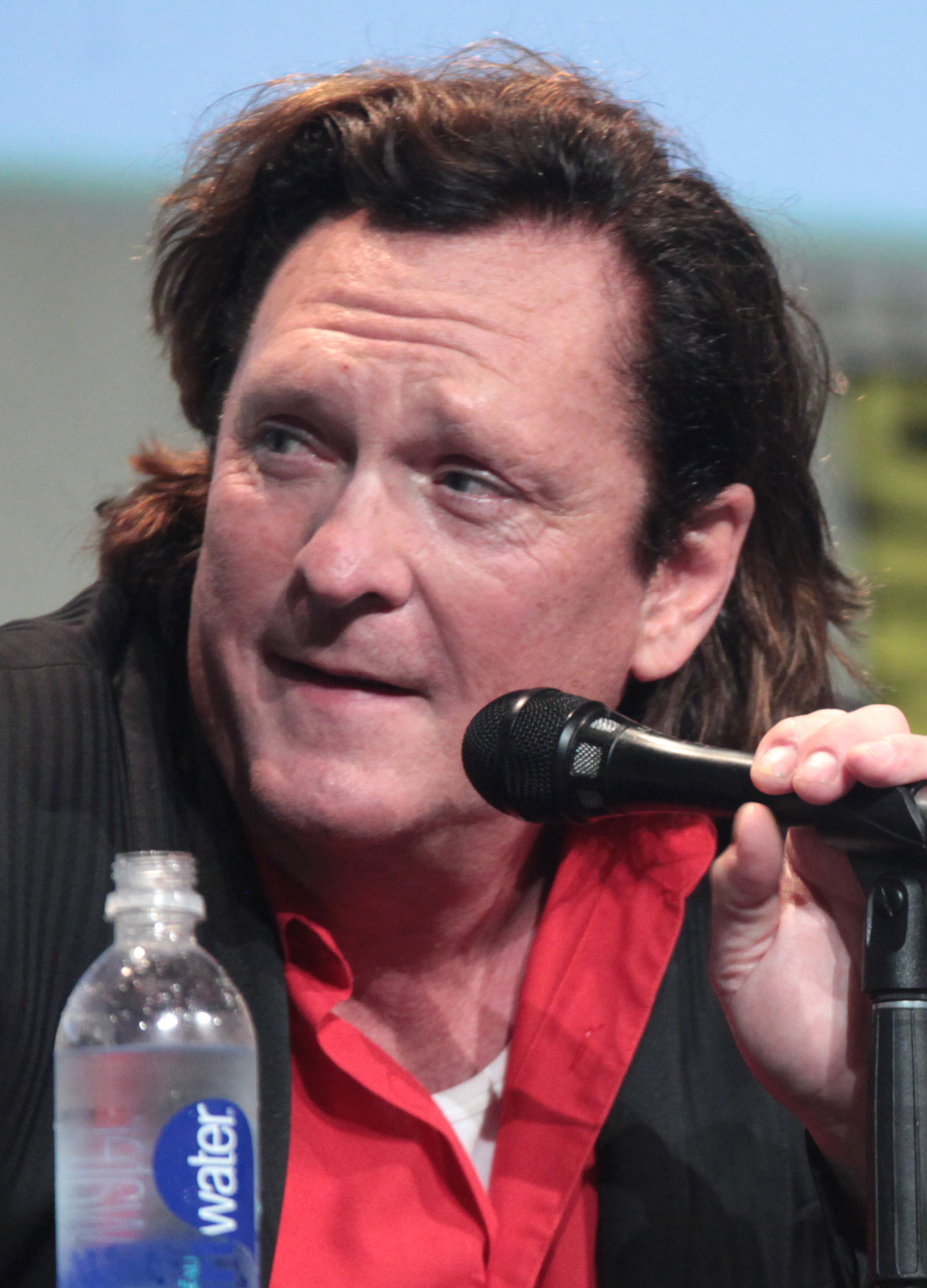
Michael Madsen en 2015.
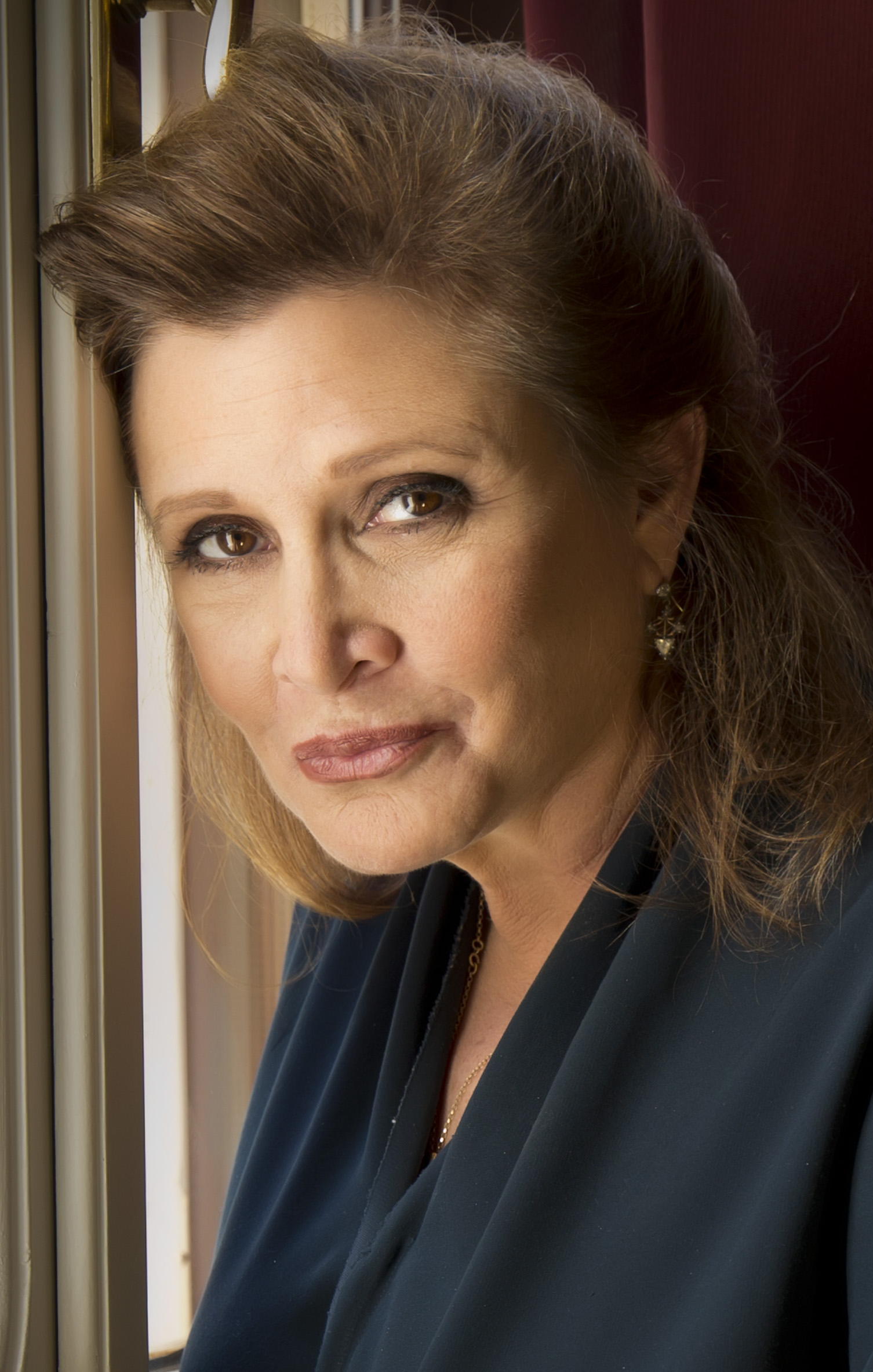
Carrie Fisher en 2013.

### Résumé
Corvo Attano, garde du corps de l'Impératrice Jesamine Kaldwin, est accusé à tort du meurtre de celle-ci, ainsi que de l'enlèvement de son héritière, Emily Kaldwin. Emprisonné en attendant son exécution, il comprend qu'il est victime d'un complot d'État fomenté par un groupe de hauts dignitaires visant à installer Hiram Burrows, maître-espion impérial, en tant que nouveau Régent,. Aidé par de mystérieux alliés, il s'échappe du bagne et, accompagné par Samuel le passeur, rejoint le camp des loyalistes basé au Hound Pits, un bar désaffecté au bord du fleuve Wrenhaven. Il y rencontre ses nouveaux alliés, dont Lord Pendleton, aristocrate déchu, l'amiral Havelock, ancien officier de la Marine, Piero Joplin, inventeur et philosophe, ainsi que des domestiques,.
Il est contacté dans son sommeil par l'Outsider, une entité occulte qui dote Corvo de pouvoirs surnaturels. L'Outsider est issu d'un culte remontant à plusieurs millénaires avant l'empire de Dunwall, culte essentiellement pratiqué par les chasseurs qui habitaient alors sur les berges. Il est décrit dans le jeu comme « ni bon, ni mauvais » : il donne simplement des outils à ses disciples, libre à eux de les utiliser comme bon leur semble (ce qui est confirmé lorsque Corvo rencontre Daud, le maître-assassin).
Durant sa quête de justice, Corvo s'attaque méthodiquement au noyau dur du complot anti-impérialiste, en commençant par Taddeus Campbell, Grand Superviseur de l'abbaye du Quidam. Les Superviseurs de l'abbaye composent l'ordre ecclésiastique principal de Dunwall, mettant en avant sept canons (proches des 7 péchés capitaux), qui s'opposent au culte de l'Outsider, considéré comme païen, hérétique et menaçant l'ordre public. Corvo doit aussi libérer le Superviseur Martin, travaillant pour les loyalistes mais ayant été emprisonné, et accessoirement sauver le capitaine de la garde urbaine et l'oncle d'une membre de la conspiration loyaliste d'une tentative d'empoisonnement. Campbell peut être éliminé de deux façons : le tuer par surprise ou lui faire appliquer un stigmate qui le déclarera hérétique, le laissant en vie.
La deuxième cible de Corvo est le principal soutien politique du Lord Régent nouvellement en place, les jumeaux Morgan et Custis Pendleton, frères aînés du Lord déchu. Ces derniers passent la plupart de leur temps au Golden Cat, une maison close des bas-quartiers, où ils retiennent Emily Kaldwin captive. Corvo a le choix de les assassiner ou de collaborer avec les voleurs de Bottle Street, qui peuvent l'aider à neutraliser les jumeaux sans les tuer. Il doit ensuite libérer Emily,.
Une fois Emily libérée, les résistants chargent Corvo de s'occuper cette fois du soutien financier de la junte militaire : il doit pour cela obtenir le nom de la maîtresse du Régent, soupçonnée d'être à l'origine des fonds versés au régime. Des rumeurs affirment qu'Anton Sokolov, médecin royal et peintre officiel de la cour, en aurait peint un nu, de dos, et connaîtrait donc l'identité de ladite courtisane. Corvo se rend dans les appartements sécurisés de Sokolov, près de Kaldwin's Bridge, et le ramène vivant au Hound Pits afin de l'interroger. Les loyalistes obtiendront un nom : « Lady Boyle ».
La famille Boyle est une des familles les plus riches de Dunwall. Elle est connue pour organiser des fêtes somptueuses, où l'aristocratie se retrouve annuellement pour le traditionnel bal masqué. Corvo, masqué pour d'autres raisons, n'a aucun mal à s'y faire inviter, et fait face à non pas une, ni deux, mais trois Lady Boyle : trois sœurs déguisées à l'identique, que les indices disséminés dans le manoir Boyle permettront d'identifier. Parmi elles se trouve la maîtresse du Régent, que Corvo devra démasquer et tuer, ou bien livrer à un admirateur. À son retour au Hound Pits, Martin a été élevé au rang de Grand Superviseur,.
Se retrouvant acculé politiquement et à court financièrement, le Lord Régent perd de son emprise sur Dunwall et se retranche dans ses appartements de Dunwall Tower. Corvo y est donc envoyé pour mettre un terme à la régence et installer Emily Kaldwin sur le trône. Encore une fois, plusieurs options seront offertes au joueur, de l'assassinat par surprise jusqu'à l'arrestation du Régent par la Garde Urbaine.
À son retour au Hound Pits, Corvo est accueilli en héros. Emily Kaldwin est saine et sauve, les partisans du Lord Régent ont été écartés, et la dictature d'Hiram Burrows n'est plus qu'un lointain souvenir. Au moment d'aller dormir, Corvo est pris de vertiges : il a été empoisonné. L'amiral Havelock et le Lord Pendleton, ivres de pouvoir, se débarrassent d'un Corvo devenu bien trop gênant et dangereux à leurs yeux, et comptent recevoir les lauriers de la victoire en son nom. Agonisant, Corvo entend Havelock et Pendleton glousser sur leur future victoire, et l'éventuel couronnement d'Havelock en tant que nouveau Lord Régent. Placé sur un radeau, Corvo est informé par Samuel le passeur que celui-ci n'a mis que la moitié de la dose de poison prévue, car il se méfiait des loyalistes depuis le début.
Le radeau est mis à la dérive, et échoue dans le Quartier Inondé, ancien quartier chic de la ville devenu charnier à ciel ouvert pour les cadavres de pestiférés, où personne ne pourra le retrouver. Le gang des Harponneurs (mené par l'assassin Daud, la Lame de Dunwall, disciple de l'Outsider) y a aussi établi sa base, s'adonnant à des trafics de prisonniers ou des éliminations politiques grâce aux pouvoirs surnaturels de l'Outsider. Corvo est placé en cellule, dépossédé de ses armes, Daud prévoyant de le livrer vivant aux autorités afin de toucher la prime pour sa capture.
Corvo s'échappe, récupérant (ou non) son matériel, tue ou épargne Daud, et quitte le Quartier Inondé pour rejoindre le Hound Pits,. Une fois sur place, Corvo trouve un quartier général envahi par la Garde Urbaine, des domestiques exécutés (en plus ou moins grand nombre, selon les actions passées et le style de jeu), ainsi que Piero et Sokolov emprisonnés. Havelock, Pendleton et Martin ainsi qu'Emily sont en route vers l'île-forteresse du Phare de Kingsparrow,.
Samuel le passeur est au large, et se tient prêt pour mener Corvo au Phare. Une fois introduit dans la forteresse, Corvo doit grimper au dernier étage de la plus haute tour de l'Empire, et mettre un terme à la folie de Havelock afin de ramener Emily sur le trône et reprendre sa place de Protecteur, sur un pays qui, selon les actions de Corvo, est soit en pleine reconstruction, soit en totale décadence,.

## Système de jeu
Dishonored est un jeu d'action-aventure à la première personne avec un accent sur l'infiltration et l'utilisation de gadgets et de l'environnement pour éliminer les forces ennemies,,. Le monde est constitué d'une série de zones autonomes, axées sur chaque mission, conçues pour de multiples possibilités d'exploration,.

### Système de missions
L'histoire se décompose en neuf missions comprenant des objectifs propres, commençant chacune par une cinématique constituant un briefing dispensé par Samuel à bord de son bateau.
Entre deux missions, Corvo retourne au Hound Pits où le joueur est libre de ses mouvements : il peut par exemple améliorer son matériel, récupérer des objets de valeur (comme de l'or ou des runes), faire le plein de consommables et obtenir ou compléter des objectifs secondaires de mission. En revanche, les statistiques qui intéressent le joueur (notamment lors d'une éventuelle chasse aux succès) ne s'appliquent qu'aux missions, qu'il est possible de rejouer individuellement une fois le jeu terminé une première fois,. Les zones de jeu comprennent les quais de chargement, les domaines royaux, les quartiers pauvres et un bain public. Le joueur peut sauvegarder sa progression n'importe où en complément d'un système de sauvegarde en point de contrôle. Il est impossible de sauvegarder pendant un combat,. Le jeu comporte quatre niveaux de difficulté qui modifient l'efficacité des potions de santé et de mana, ainsi que la prudence, les dégâts infligés et la réactivité des ennemis. Par exemple, en mode facile, la régénération de la santé est possible.
Dishonored comprend des éléments de jeu de rôle, tels que la capacité d'améliorer les pouvoirs et de faire des choix moraux. Le jeu est conçu pour permettre au joueur de le terminer sans tuer de personnages non-joueurs (PNJ), y compris les boss et les cibles de mission. Chaque mission contient plusieurs façons d'explorer et d'atteindre des objectifs. Des éléments spécifiques des missions, comme les couleurs des vêtements et du masque d'une cible sont aléatoires, obligeant le joueur à explorer la zone de jeu pour trouver la cible à chaque fois que la mission est jouée,.
Les actions du joueur ne sont pas jugées bonnes ou mauvaises, mais sont suivies par un système de « chaos » qui enregistre les quantités de tirs amis, de violence et de morts provoquées par le joueur. Cela modifie le monde du jeu, affectant l'histoire sans punir le joueur ou le forcer à choisir un style de jeu plutôt qu'un autre,. Par exemple, un PNJ qui désapprouve la violence peut refuser de soutenir le joueur ou peut même le trahir. Le jeu réagit au chaos provoqué de manière scénarisée, comme la modification de certains dialogues, et de manière dynamique, comme l'augmentation de la présence de rats et de citoyens en proie à la peste et l'ajout de nouvelles scènes. Ainsi, les choix du joueur influencent la mission en cours et les missions futures, mais aussi la fin du jeu où le nombre de personnages encore en vie est variable,. Utiliser la violence permet de terminer les missions plus rapidement qu'en utilisant une approche furtive, mais celle-ci consomme plus de ressources dans le jeu telles que les potions de santé et de mana, plus utiles en combat direct.

### Armes et pouvoirs
Dishonored comporte six pouvoirs actifs, quatre pouvoirs passifs ou améliorations et quarante charmes qui accordent au joueur des avantages magiques, comme la capacité d'augmenter la durée de possession d'un rat,. Au départ, seuls trois charmes peuvent être actifs à tout moment simultanément, puis jusqu'à six grâce à des améliorations successives. Smith et le concepteur Raphaël Colantonio ont déclaré qu'il était impossible pour un joueur d'accumuler tous les pouvoirs et capacités en une seule partie. Les armes magiques et à distance (grenade, pistolet, arbalète) sont assignées à la main gauche du personnage, et une épée à la main droite,.
Les principaux pouvoirs surnaturels sont débloqués et achetés à l'aide de runes, des artefacts sculptés dans des os de baleine, et chacun d'eux peut être amélioré. Les pouvoirs incluent « Vision des Ténèbres », qui permet au joueur de voir les ennemis à travers les murs, leur champ de vision et met en évidence des objets interactifs, « Clignement », une capacité de téléportation de courte distance, « Possession », qui permet au joueur de posséder temporairement d'autres personnages, « Nuée Vorace », qui invoque une horde de rats mortels, « Pli Temporel », qui ralentit ou arrête le temps, « Rafale », une rafale de vent qui peut abattre les ennemis et « Tueur de l'Ombre » qui transforme les ennemis morts en cendres, empêchant leur découverte par leurs alliés.
La furtivité est basée sur la limitation de la visibilité du personnage. Se cacher derrière des objets et des bâtiments, éviter d'entrer dans le champ de vision des ennemis et éviter les zones éclairées contribue à réduire la détection. Lorsqu'il se dissimule derrière un objet, le joueur peut se pencher sur les côtés pour voir la zone immédiate et espionner, et tant que Corvo reste caché, ses ennemis ne le verront pas. Le joueur peut également regarder à travers les trous de serrure pour avoir un aperçu des pièces fermées. Se faufiler derrière les ennemis permet au joueur de les maîtriser silencieusement, et les cadavres (que les ennemis soient inconscients ou morts) peuvent être déplacés et cachés.
Les gardes ont plusieurs états de vigilance, allant de normal à suspect. Ils peuvent prendre conscience de la présence du joueur ou le rechercher activement. L'intelligence artificielle (IA) est réactive au son, il est donc possible de s'en servir pour faire diversion et éloigner les gardes de leur position. Si le joueur reste caché après qu'un ennemi a cru l'avoir aperçu, sa vigilance diminuera lorsqu'il croira à une fausse alerte mais ne reviendra pas à la normale pendant cette mission. Les ennemis communiquent leur état de vigilance à leurs alliés, augmentant ainsi le niveau global de vigilance tout au long de la mission.

## Développement

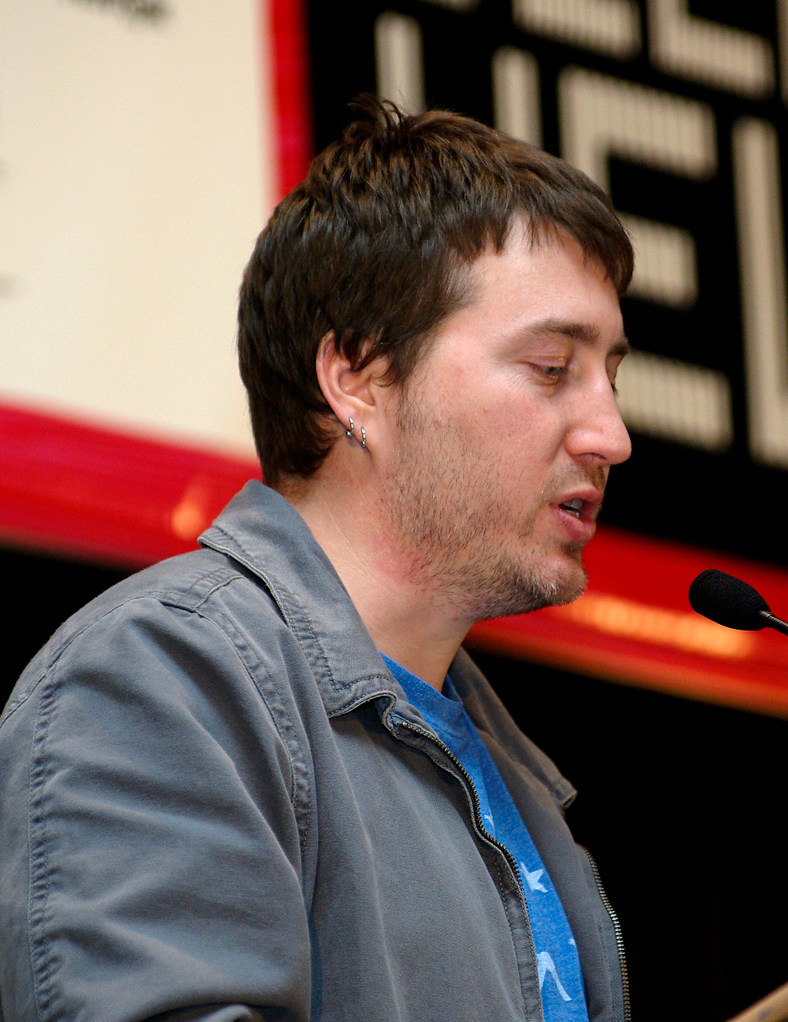
Harvey Smith, un des deux directeurs créatifs de Dishonored.

Bethesda Softworks a annoncé Dishonored pour les plates-formes Microsoft Windows, PlayStation 3 et Xbox 360, le 7 juillet 2011. Le fondateur d'Arkane Studios, Raphaël Colantonio, et le concepteur de Deus Ex Harvey Smith étaient les directeurs créatifs du jeu et Ricardo Bare en était son concepteur technique principal,. Le directeur de la conception visuelle Viktor Antonov, qui a conçu la Cité 17 de Half-Life 2, et le directeur artistique Sébastien Mitton ont dirigé l'équipe artistique,. Smith, Colantonio, Antonov et Mitton ont passé trois ans en pré-production. En effet, Bethesda s'est rapproché d'Arkane et leur a demandé de développer un nouveau jeu et une nouvelle propriété intellectuelle. Mitton a contacté Antonov en mai 2009 pour lui demander son aide afin d'établir une identité artistique pour une nouvelle propriété intellectuelle. L'équipe complète d'Arkane, c'est-à-dire les équipes de Lyon et Austin, a travaillé sur le jeu. Le jeu possède une interface différente pour les utilisateurs de Microsoft Windows et les joueurs des versions consoles. Dishonored a officiellement terminé le développement le 28 septembre 2012.

### Conception
Dishonored était à l'origine situé dans le Japon médiéval, mais l'idée a été abandonnée au début du développement du jeu en raison des difficultés liées au marketing, et parce qu'aucun membre de l'équipe ne connaissait suffisamment la culture du pays. Arkane a déplacé le décor à Londres en 1666, considérant que la ville était reconnaissable par les Européens et les Américains. Des conceptions ultérieures inspirées par des mécanismes de jeu supplémentaires tels que des projecteurs, des barrières électrifiées et des technologies du XXe siècle,  qui ne ressemblaient plus au Londres de cette époque, ont poussé Arkane à développer une ville fictive. La ville de Dunwall, conçue pour être « contemporaine et cool », est inspirée de Londres et d'Édimbourg de la fin du XIXe siècle et du début du XXe siècle.

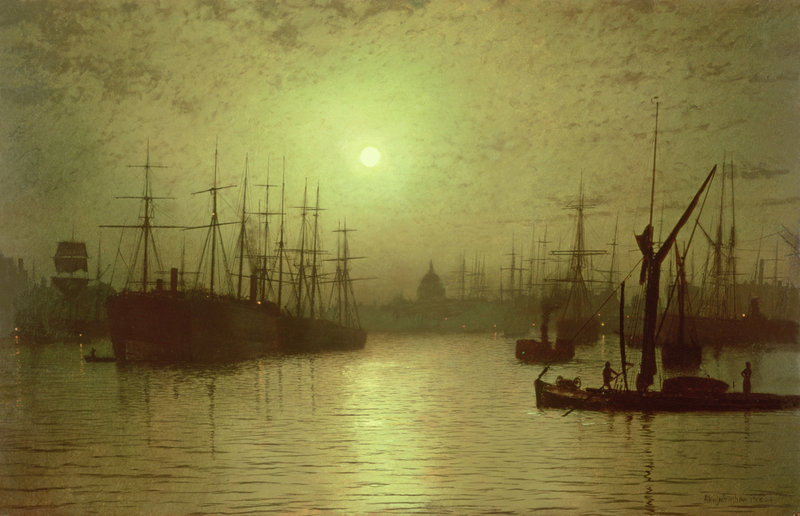
L'ambiance de Dishonored a été en partie inspirée par les œuvres de l'artiste du XIXe siècle John Atkinson Grimshaw, représentant Londres la nuit.

Antonov et Mitton se sont rendus à Londres et à Édimbourg pour faire des recherches, prendre des photos de personnes, de lieux et d'objets. Le duo a évité les rues les plus fréquentées et s'est concentré sur les rues secondaires et les ruelles, qui conviendraient mieux au monde du jeu. Mitton a déclaré : « Nous essayions de concevoir le jeu du point de vue d'un rat. » L'inspiration est également venue des illustrations de John Atkinson Grimshaw, Canaletto et Gustave Doré.
Les personnages ont été inspirés par les illustrations d'histoires de pirates et d'aventure telles que Captain Blood (1922) ou les travaux de Charles Dana Gibson. Mitton a établi des groupes types de personnages tels que les riches, les pauvres et les hostiles, avec chacun des anatomies et des postures spécifiques, et l'équipe d'animation a créé des mouvements stylisés et des personnages spécifiques pour chaque classe sociale. Les gardes de la ville, par exemple, ont de petites têtes, des épaules basses et de grandes mains, avec des animations qui mélangent les mouvements humains et de singes.
Les créateurs ont conçu les Tallboys comme des crieurs publics. L'idée de leur ajouter des échasses est venue de Mitton après avoir vu quelqu'un nettoyer la façade du studio en en portant. Le rôle de crieur a été remplacé par des haut-parleurs dans tout Dunwall. Le design des Tallboys a évolué pour devenir un allumeur de réverbères qui allumerait des lampadaires avec des réservoirs d'huile de baleine. Les concepteurs ont ensuite estimé que leurs hautes jambes mécaniques leur permettaient de brûler les morts et de s'occuper des citoyens infectés par la peste, tout en restant au-dessus d'eux et en évitant l'infection, et les Tallboys sont donc devenus des gardes armés d'un arc. Mitton a suggéré d'ajouter une cartouche de phosphore au dos des Tallboys pour des raisons esthétiques, mais Smith a suggéré l'huile de baleine, qui à son tour a conduit Mitton à concevoir les bateaux de chasse pour donner aux baleines une présence visible dans la ville.
Le Cœur est un cœur humain modifié par la technologie et la magie, qui aide le joueur à trouver des objets dans les niveaux et prendre des décisions. Il a été initialement conçu pour identifier des cibles d'assassinat à l'aide de vibrations et de mécanismes sonores. Les développeurs ont ensuite choisi d'en faire un cœur parlant ayant sa propre conscience. À la suite de tests effectués par des joueurs, les concepteurs ont décidé qu'un système de navigation plus direct était nécessaire. Colantonio et Smith craignaient que l'utilisation facultative du Cœur ne fasse manquer à certains joueurs les informations qu'il fournit, mais ils considéraient que cela faisait partie de la possibilité donnée au joueur de choisir comment jouer.
Le pub Hound Pits, qui sert de base au joueur, était initialement une structure plus grande. Remplir l'intérieur du pub nécessitait trop d'escaliers et de pièces. L'équipe a trouvé ridicule de conserver le grand extérieur tout en créant un intérieur plus petit et plus facile à parcourir. L'extérieur du pub a donc été rétréci pour ressembler à un bâtiment édouardien, mais l'intérieur est resté labyrinthique. Colantonio a donc exigé qu'une chaîne soit placée à l'extérieur de la chambre de Corvo, lui permettant d'atteindre le toit rapidement. Frustrés, les développeurs ont décidé de fermer entièrement le troisième étage. L'équipe artistique a continué de recevoir des demandes tout au long du développement, les obligeant à prolonger la pré-production jusqu'à la fin du cycle de développement. Chaque dessin a été dessiné à la main.

### Gameplay
L'équipe de développement a cherché à comprendre comment les joueurs parvenaient à combiner de manière inattendue les pouvoirs spéciaux de Corvo, comme combiner un saut en hauteur avec la capacité de se téléporter afin de parcourir de plus grandes distances. Au lieu de restreindre ces exploits, l'équipe a essayé de reconcevoir des niveaux pour en tirer profit. Les concepteurs n'ont pas gardé tous les pouvoirs qu'ils avaient imaginés pendant le développement, comme la capacité de devenir une ombre pouvant se déplacer le long des murs, car ils ne convenaient plus au jeu. L'équipe de développement a estimé que l'équilibre des pouvoirs était difficile à atteindre. Colantonio a déclaré à ce propos : « Nous voulions donner [au joueur] de très puissants pouvoirs, pour [en] faire un vrai dur à cuire, mais en même temps nous ne voulions pas que le jeu soit trop facile. » Chaque pouvoir a une durée, un coût de mana et d'autres propriétés variables qui ont permis à l'équipe de les équilibrer efficacement, y compris les capacités les plus destructrices.
Le système d'infiltration de Dishonored était à l'origine inspiré de celui de la série Dark Project, qui utilise un système spécial d'éclairage et d'ombres pour déterminer si un ennemi peut détecter la présence du joueur. Cependant, il a été limité pour favoriser le réalisme.

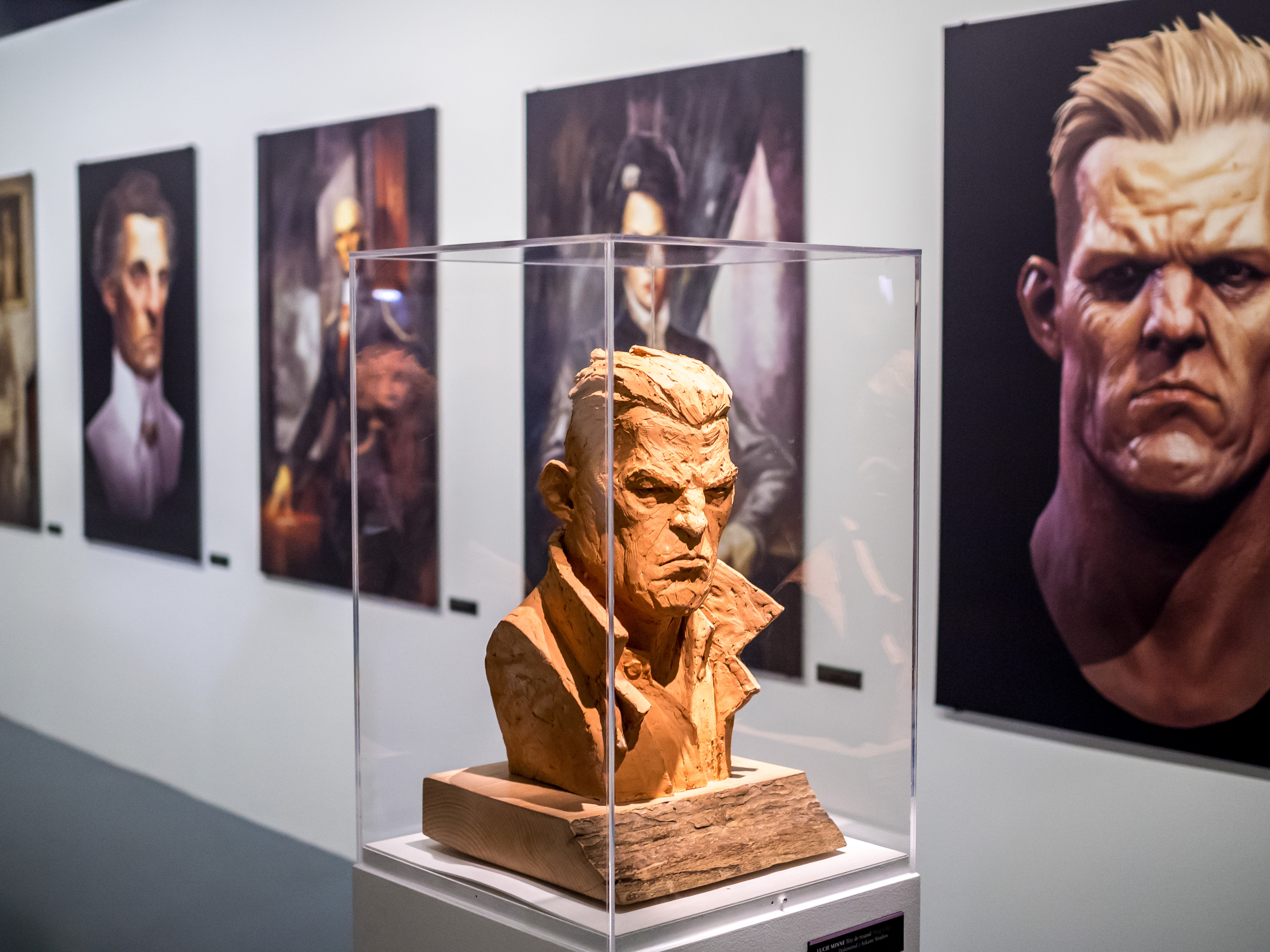
Exposition à la galerie parisienne Art Ludique d'un buste et de plusieurs portraits montrant la direction artistique adoptée pour les PNJ.

Pour concevoir les missions, les développeurs commençaient par planifier une zone, qu'ils remplissaient d'activités pour le joueur. Ils définissaient ensuite plusieurs chemins vers les zones cibles, puis peuplé les zones de PNJ. Ils ont ensuite observé comment les testeurs interagissaient avec le niveau, en utilisant leurs capacités et leurs pouvoirs, pour savoir si la zone offrait un défi approprié par rapport aux pouvoirs disponibles, et redessinaient le niveau au besoin. Au début, les niveaux comportaient peu d'informations directionnelles dans le but de permettre aux joueurs de les traverser à leur guise, mais lors des tests, certains se sont perdus ou ont obéi aux injonctions des PNJ de ne pas entrer dans une zone. Ainsi les développeurs ont introduit plus d'indices visuels et vocaux. Certaines fonctionnalités et idées ont été supprimées au cours de la conception, notamment un établissement psychiatrique où Corvo aurait fait face à des patients sensibles au son.
Discutant de l'utilisation de la violence et des conséquences de la liberté dans le jeu, le développeur Joe Houston a raconté son expérience en regardant un testeur jouer une mission d'infiltration lors d'un bal masqué. Houston avait prévu plus d'objectifs et d'interactions pour un joueur de tempérament pacifique, mais le testeur a systématiquement tué tous les PNJ du niveau, ce que Houston a trouvé déconcertant. L'équipe a subi des pressions pour supprimer une scène de la fin du jeu où Samuel, en réponse à un joueur tuant sans discernement tout au long du jeu, peut trahir Corvo en alertant les ennemis de sa présence. Smith a expliqué : « Tout le monde veut juste se faire dire dans un jeu vidéo que vous êtes génial, quoi que vous fassiez. Si vous massacrez tout le monde [...] vous êtes génial, voici une médaille, vous êtes un héros. Cela ne correspond pas à nos valeurs. Ce que nous voulions, c'était vous laisser vous exprimer dans le jeu, mais que le monde réagisse à cela, du moins d'une certaine manière. »

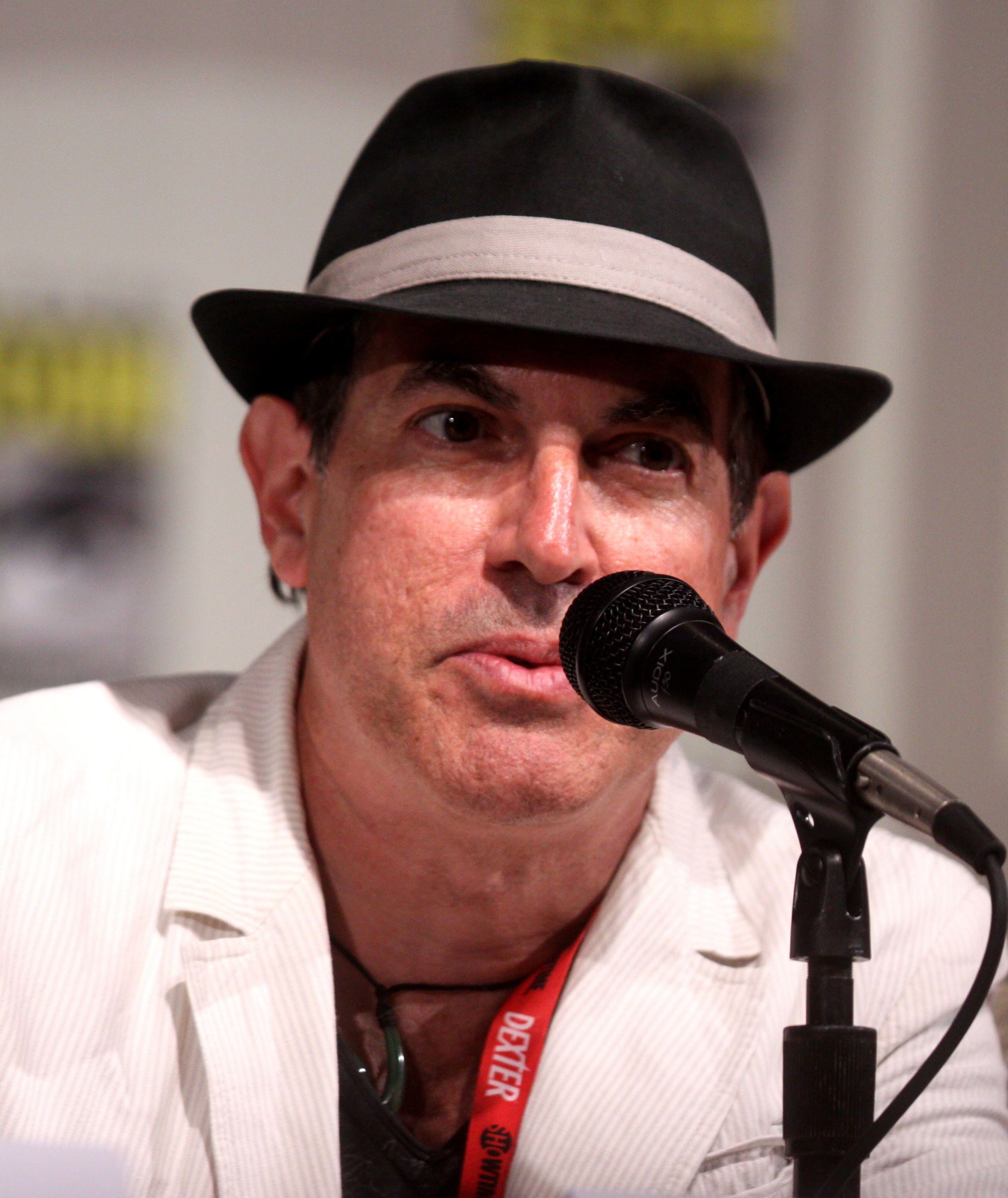
Daniel Licht, le compositeur de la bande-son du jeu.

### Musique
Daniel Licht a composé la bande son du jeu en ayant notamment recours au violon pour représenter le Londres du XIXe siècle. Il explique qu'elle est conçue pour que le joueur se sente en insécurité. Il a décrit la musique comme un « brouillard maléfique » qui s'estompe dans et hors du jeu sans être initié par des moments scénarisés ou pour avertir d'un danger imminent, créant plutôt l'impression d'un danger omniprésent. Comme Dishonored présente peu de cinématiques, qui permettent de longues interactions avec un personnage particulier, Licht s'est trouvé limité dans le développement de thèmes musicaux spécifiques aux personnages et s'est plutôt concentré sur la composition de l'ambiance générale. Des morceaux des thèmes ambiants de Licht ont été utilisés dans les quelques scènes cinématiques du jeu, bien que Licht n'ait pas été impliqué. La chanson des crédits de Dishonored, Honor for All, a été écrite par Licht et son neveu Jon, qui y ont également apporté leur voix. Ce dernier morceau vient récompenser les joueurs ayant terminé la partie.

### Commercialisation
Dishonored est sorti sur les plates-formes Microsoft Windows, PlayStation 3 et Xbox 360 en Amérique du Nord et en France le 9 octobre 2012, le 11 octobre en Australie et le 12 octobre dans le reste de l'Europe,. Célébrant le lancement nord-américain, Smith, Colantonio et d'autres membres du personnel d'Arkane Studios à Austin ont dédicacé des copies du jeu dans un magasin GameStop local. Une édition « jeu de l'année », contenant tout le contenu téléchargeable (DLC) publié, est sortie en octobre 2013. La Definitive Edition, une version remasterisée du jeu avec des graphismes améliorés et tous les DLC, est sortie sur PlayStation 4 et Xbox One en août 2015.
Dans le cadre de la promotion du jeu, Bethesda a engagé l'entreprise COPILOT Music and Sound pour enregistrer « The Drunken Whaler », une version modifiée de « Drunken Sailor ». Copilot a souhaité avoir recours à des enfants pour chanter les paroles, au lieu de faire appel aux services d'une chorale professionnelle de jeunes, de manière à obtenir une musique sombre et obsédante. Cependant, les difficultés rencontrées pour trouver des bénévoles ont poussé l'équipe à faire appel à des enfants acteurs ou des chanteurs adultes qui pourraient imiter des voix d'enfants. « The Drunken Whaler » est apparue dans la bande-annonce du jeu et a suscité un accueil positif lors de sa présentation à l'Electronic Entertainment Expo 2012. La bande-annonce a été regardée plus de 850 000 fois sur YouTube et elle a reçu le prix Machinima de la meilleure bande-annonce.
Un ensemble de trois vidéos, intitulées Tales from Dunwall, servant de préquelle à Dishonored, ont été publiées en septembre 2012. Les vidéos montrent la découverte du carburant à base d'huile de baleine, l'Outsider accordant sa marque à un petit garçon en quête de vengeance et Piero créant le masque de Corvo. Les trois vidéos ont été créées par le studio d'animation Psyop et racontées par Chloë Grace Moretz. Le même mois, le jeu a été utilisé comme source d'inspiration pour des effets de maquillage dans l'émission de télé-réalité Face Off.

## Accueil

### Pré-lancement
Dishonored a été présenté au public à l'Electronic Entertainment Expo 2012 et a reçu quatre nominations aux Game Critics Awards pour le meilleur jeu d'action/aventure, le meilleur jeu sur console, le meilleur jeu original et le meilleur jeu du salon. Le jeu a également reçu plusieurs autres distinctions à cette occasion : meilleur jeu de l'événement par GameSpy et Ludwig Keitzmann (nommé par Destructoid et EGM,), meilleur jeu d'action par GameSpy et EGM (nommé par Destructoid), Best of E3 2012 Editors' Choice Award par GameSpot et meilleur jeu original par G4TV. Parmi les autres distinctions on peut citer : meilleur jeu de l'événement par Digital Trends, Yahoo Games et Game Revolution, jeu du top 10 de l'E3 par les magazines Paste et Stuff. Enfin, Kotaku a listé la capacité « Clignement » comme l'une des meilleures idées de l'événement.
Les jurés de l'Association des logiciels de divertissement et de l'Académie des Arts et des Sciences Interactifs ont sélectionné « Regent », une œuvre de l'artiste Sergey Kolesov, pour faire partie de l'exposition Into the Pixel 2012. Lors du salon Gamescom 2012 en août 2012, le jeu a remporté le prix du « Meilleur de la Gamescom » et du « Meilleur jeu sur console » pour les plates-formes PlayStation 3 et Xbox 360. Lors du même événement, Eurogamer a nommé Dishonored comme son « Jeu de l'événement ».

### Accueil critique

#### Critiques globales
Dishonored a reçu des critiques globalement positives de la presse. L'agrégateur de notes Metacritic donne un score de 91 sur 100 basé sur 29 critiques pour la version Microsoft Windows, 89 sur 100 sur 35 critiques pour la version PlayStation 3 et 88 sur 100 sur 56 critiques pour la version Xbox 360. Les critiques ont comparé Dishonored à des jeux bien accueillis du début des années 2000 tels que Deus Ex et la série de jeux vidéo System Shock. Selon Tom Hoggins, du Telegraph, ce jeu rappelle « les jeux du début du siècle qui mettaient l'accent sur les choix et le contrôle des joueurs ». Alex Dale, de Computer and Video Games, considère Dishonored comme étant « l'un des plus grands jeux de sa génération », et a écrit qu'il excellait en s'inspirant de jeux plus anciens. Dale explique également qu'il s'agit du premier vrai jeu furtif depuis très longtemps et qu'il peut être comparé à System Shock dans la génération actuelle de jeux,. D'après le site Kotaku, le jeu allie « la structure de faire ce que vous voulez de Deus Ex avec la conception mondiale magistrale de BioShock ». Canard PC lui attribue une note de 15/10, indiquant qu'il s'agit d'un « sacré putain de jeu ».

#### Critiques de l'intrigue
L'intrigue de Dishonored a reçu un accueil critique mitigé, de nombreuses commentateurs louant les histoires autonomes de chaque mission, mais critiquant le récit global. Cam Shea, d'IGN, estime qu'il est « dommage que l'histoire de Dishonored ne soit pas supérieure à la somme de ses parties décidément mémorables ». Arthur Gies de The Verge et Patrick Klepek de Giant Bomb ont critiqué la fin du jeu pour ses missions génériques, ses « faux pas narratifs tardifs » et sa fin brusque,,. Klepek a également critiqué les dialogues répétitifs dans les missions. Alexander Sliwinski de Joystiq se montre déçu par la fin abrupte et par l'absence d'exploration d'une grande partie de Dunwall, mais l'expérience globale lui laisse une bonne impression. Susan Arendt de The Escapist considère que l'histoire est bien rythmée et John Keefer de Shacknews souligne la qualité de l'immersion émotionnelle, ajoutant toutefois que certains points de l'intrigue ne sont pas correctement expliqués.

#### Critiques du gameplay
Le gameplay a généralement été acclamé pour avoir donné aux joueurs la liberté d'utiliser différentes méthodes pour atteindre les objectifs et explorer les niveaux. Selon John Keefer de Shacknews, les mécanismes du jeu tels que les pouvoirs et l'équipement ne sont pas essentiels, mais servent de bonus optionnels dans des niveaux qui peuvent être complétés avec créativité et intelligence. Le même critique considère également que certaines missions offrent trop de liberté, laissant le joueur perdu sur la façon de procéder. Selon Arthur Gies, le jeu peut initialement sembler non structuré du point de vue de la conception des niveaux, mais après les avoir explorés, il devient clair que le joueur peut réfléchir à différentes actions, ce qui lui permet d'expérimenter au lieu de se concentrer sur une conception rigide axée sur les objectifs. Chris Watters de GameSpot apprécie les différentes voies et méthodes de traversée de chaque niveau, en particulier le pouvoir « Clignement » et la liberté de choix qui, selon lui, fait de Dishonored « l'un des jeux vraiment remarquables de 2012. » Joe Juba, de Game Informer, explique que le jeu punit les joueurs pour avoir emprunté certains chemins, en particulier celui de la violence, ce qui entraîne un gameplay plus difficile et une fin moins satisfaisante. Jason Schreier de Kotaku compare Dishonored à d'autres jeux vidéo contemporains, et déclare que là où d'autres jeux peuvent exiger qu'un joueur trouve une solution spécifique pour vaincre un ennemi ou résoudre un puzzle, Dishonored offre des choix plus diversifiés pour interagir avec l'univers du jeu. Les critiques ont également reconnu que la variété du jeu encourage la rejouabilité,.

#### Critiques de l'intelligence artificielle
L'intelligence artificielle a reçu plusieurs critiques négatives, certains la trouvant incohérente. Whitehead d'Eurogamer évoque son expérience face aux ennemis qui peuvent parfois voir Corvo de loin tout en ne le voyant pas de près. Joe Juba critique les capacités de détection incohérentes des ennemis qui conduisent à des mécanismes furtifs imprévisibles et peu fiables qui peuvent forcer les joueurs voulant jouer furtivement à combattre. Selon Jake Gaskill de G4, l'IA fonctionne bien pendant les combats, les ennemis employant différentes tactiques et contrant efficacement les attaques, mais lorsqu'ils ne sont pas alertés, les ennemis ignorent les actions qui se déroulent pourtant directement devant eux.

#### Critiques des graphismes et de la direction artistique
Les graphismes et la conception du jeu ont généralement été salués. Selon Gaskill, le style artistique est unique et le monde du jeu est à la fois vivant et bien réalisé. D'après Arthur Gies, le jeu a « une unification du design et des visuels qui se démarque de ses contemporains »,. Joe Juba trouve que la technologie « inspirée du steampunk » permet de concevoir des designs fascinants, et déclare que le style visuel et la direction artistique offrent une esthétique particulière.

### Ventes
Durant la semaine précédant sa sortie (du 30 septembre au 6 octobre 2012), le jeu était le troisième jeu le plus vendu sur Steam, basé sur les précommandes. Au cours de sa première semaine de ventes au Royaume-Uni, Dishonored est devenu le deuxième jeu le plus vendu sous tous les formats disponibles derrière FIFA 13 (dans sa troisième semaine), le jeu PC le plus vendu et le plus gros lancement d'une nouvelle licence en 2012, dépassant Sleeping Dogs,. Il est le 24e jeu le plus vendu au Royaume-Uni en 2012.
En Amérique du Nord, Dishonored est le quatrième jeu le plus vendu d'octobre 2012, vendant 460 200 unités physiques, dépassé uniquement par Pokémon Noir 2, Resident Evil 6 et NBA 2K13. Pendant le week-end de Thanksgiving 2012, il est numéro un sur Steam.

### Distinctions
Dishonored a été élu meilleur jeu d'action/aventure aux Spike Video Game Awards 2012 et a été nommé pour les meilleurs graphismes, le meilleur jeu PlayStation 3, le meilleur studio (Arkane Studios), le meilleur jeu Xbox 360 et le jeu de l'année. Lors des D.I.C.E. Interactive Achievement Awards, le jeu n'a remporté aucun prix mais a néanmoins été nommé dans de nombreuses catégories dont le jeu d'aventure de l'année, la direction artistique, la direction de jeu, le système de jeu et l'histoire. Dishonored a également remporté le prix du public aux Game Developer's Choice Awards 2013 et a reçu quatre nominations pour la meilleure conception de jeu, la meilleure narration, les meilleurs visuels et le meilleur jeu de l'année,.
Dishonored a remporté le prix du meilleur jeu d'action et du meilleur jeu d'action PC lors des prix IGN. Il a également été nommé dans les catégories du meilleur jeu et du meilleur jeu d'action sur PlayStation 3 et Xbox 360,. Game Informer l'a nommé meilleur jeu d'action et l'un des 50 meilleurs jeux de 2012. De plus, PlayStation Official Magazine l'a élu jeu de l'année, Official Xbox Magazine l'a élu meilleur jeu original et Jeuxvideo.fr l'a répertorié comme deuxième meilleur jeu PC de 2012. GameSpot a classé Dishonored comme le meilleur jeu d'action/aventure, le meilleur jeu PS3 et le meilleur jeu Xbox 360 de 2012,,. Les récompenses 2013 de la British Academy of Film and Television Arts ont permis au jeu de remporter le prix du meilleur jeu et de recevoir des nominations dans les catégories de la meilleure conception de jeu et de la meilleure histoire. Aux Golden Joystick Awards 2013, Dishonored a reçu six nominations dans des catégories de premier plan. Edge a également nommé Arkane Studios comme Studio de l'année.
Dishonored a également été classé meilleur jeu de 2012 par Ars Technica, CNET, CNN, Edge, The Daily Mirror, Forbes et The Guardian. Gamasutra l'a également répertorié comme l'un des dix meilleurs jeux de 2012. Par la suite, GamingBolt a classé Dishonored comme le 95e meilleur jeu vidéo jamais réalisé et IGN l'a classé comme le soixante-septième meilleur jeu de la septième génération de consoles, alors qu'il était 32e sur la liste des 100 meilleurs jeux PC de PC Gamer,. En 2015, Rock, Paper, Shotgun l'a classé comme le 23e meilleur jeu de tir à la première personne sur PC jamais créé, tandis que PC Gamer l'a nommé 6e plus grand jeu PC. En 2019, IGN l'a répertorié comme le 97e meilleur jeu vidéo de tous les temps. Enfin, Eurogamer et Rock, Paper, Shotgun l'ont élu comme l'un des meilleurs jeux de la décennie,.
| Année | Récompense                              | Catégorie                      | Résultat   | Réf.    |
| ----- | --------------------------------------- | ------------------------------ | ---------- | ------- |
| 2012  | Spike Video Game Awards                 | Meilleur jeu d'action/aventure | Lauréat    | [ 125 ] |
| 2012  | Spike Video Game Awards                 | Meilleurs graphismes           | Nomination | [ 125 ] |
| 2012  | Spike Video Game Awards                 | Meilleur jeu PS3               | Nomination | [ 125 ] |
| 2012  | Spike Video Game Awards                 | Meilleur studio                | Nomination | [ 125 ] |
| 2012  | Spike Video Game Awards                 | Meilleur jeu Xbox 360          | Nomination | [ 125 ] |
| 2012  | Spike Video Game Awards                 | Jeu de l'année                 | Nomination | [ 125 ] |
| 2013  | British Academy of Film and Television  | Meilleur jeu                   | Lauréat    | [ 141 ] |
| 2013  | British Academy of Film and Television  | Meilleur design                | Nomination | [ 141 ] |
| 2013  | British Academy of Film and Television  | Meilleure narration            | Nomination | [ 141 ] |
| 2013  | D.I.C.E. Interactive Achievement Awards | Jeu d'aventure de l'année      | Nomination | [ 126 ] |
| 2013  | D.I.C.E. Interactive Achievement Awards | Meilleure direction artistique | Nomination | [ 126 ] |
| 2013  | D.I.C.E. Interactive Achievement Awards | Meilleure direction de jeu     | Nomination | [ 126 ] |
| 2013  | D.I.C.E. Interactive Achievement Awards | Meilleur système de jeu        | Nomination | [ 126 ] |
| 2013  | D.I.C.E. Interactive Achievement Awards | Meilleure narration            | Nomination | [ 126 ] |
| 2013  | Game Developers Choice Awards           | Choix du public                | Lauréat    | [ 128 ] |
| 2013  | Game Developers Choice Awards           | Meilleur design                | Nomination | [ 127 ] |
| 2013  | Game Developers Choice Awards           | Meilleure narration            | Nomination | [ 127 ] |
| 2013  | Game Developers Choice Awards           | Meilleurs visuels              | Nomination | [ 127 ] |
| 2013  | Game Developers Choice Awards           | Jeu de l'année                 | Nomination | [ 127 ] |
| 2013  | Golden Joystick Awards                  | Jeu de l'année                 | Nomination | [ 142 ] |
| 2013  | Golden Joystick Awards                  | Meilleure nouvelle licence     | Nomination | [ 142 ] |
| 2013  | Golden Joystick Awards                  | Meilleure narration            | Nomination | [ 142 ] |
| 2013  | Golden Joystick Awards                  | Studio de l'année              | Nomination | [ 142 ] |
| 2013  | Golden Joystick Awards                  | Meilleurs visuels              | Nomination | [ 142 ] |
| 2013  | Golden Joystick Awards                  | Meilleur moment du jeu vidéo   | Nomination | [ 142 ] |

## Contenu téléchargeable
Plusieurs bonus de pré-commande ont été annoncés pour le jeu, notamment un jeu de 72 cartes de tarot sur le thème de Dishonored, une lampe à huile USB et un autocollant pour smartphone. Aussi, des bonus téléchargeables ont été offerts au joueur, y compris les packs « Arcane Assassin », « Shadow Rat », « Backstreet Butcher » et « Acrobatic Killer », qui offrent une amélioration des capacités du joueur, de l'argent et une statue de l'une des créatures du jeu.

### Dunwall City Trials
Dunwall City Trials est le premier contenu téléchargeable du jeu. Il est sorti le 11 décembre 2012 et intègre 10 cartes associées à des défis. Le joueur doit vaincre des vagues d'ennemis, compléter des défis contre la montre et effectuer une série d'assassinats. Ce contenu a reçu la note de 8/10 dans le magazine Canard PC.

### La Lame de Dunwall
Le 16 avril 2013, Arkane met en ligne un nouveau contenu téléchargeable du jeu, appelé Dishonored : La Lame de Dunwall, qui permet de montrer l'histoire du point de vue de Daud. Se sentant manipulé par le Lord Régent et rongé par les remords d'avoir tué l'Impératrice, il cherche à se repentir ainsi que les réponses aux questions qu'il se pose sur le régicide.
Daud, à nouveau interprété par Michael Madsen, possède ses propres capacités, notamment l'« Œil du Vide », qui combine les fonctions de « Vision des Ténèbres » de Corvo avec celles du Cœur, sa propre version de « Clignement », qui lui permet de mettre le temps en pause, et une capacité qui lui permet d'invoquer ses partisans. De plus, Daud a ses propres gadgets, tels que des mines paralysantes, une grenade « Chokedust » ("Poudre incapacitante") qui étourdit les ennemis et des mines à arc qui désintègrent les ennemis. L'intrigue de La Lame de Dunwall est parallèle à celle de Dishonored et se déroule sur trois niveaux, offrant le point de vue de Daud sur les événements et introduit de nouveaux lieux, tels qu'un abattoir de baleines et le quartier juridique de Dunwall. La Lame de Dunwall propose également un niveau de difficulté supplémentaire, « Maître Assassin », qui est disponible après avoir terminé une première fois le contenu,,.
La Lame de Dunwall, a été bien accueilli par la critique, notamment pour sa conception de niveau qui encourage l'exploration et les itinéraires alternatifs à travers les zones. Les modifications apportées à certaines capacités ont également été bien accueillies pour les changements qu'elles ont apportés au système de jeu par rapport au jeu principal,,. Néanmoins, l'histoire a été généralement critiquée. Polygon a noté par exemple que Daud n'avait aucune raison valable de chercher la rédemption, et lui permettre d'être joué comme un personnage qui ne tue plus crée une déconnexion avec le récit. IGN considère que cela ne ressemble qu'à la moitié d'un jeu complet, avec une conclusion décevante.

### Les Sorcières de Brigmore
Ce troisième contenu téléchargeable, nommé Dishonored : Les Sorcières de Brigmore, est mis en ligne le 13 août 2013. Il est dans la continuité de Dishonored : La Lame de Dunwall, et permet de vivre la fin de l'histoire parallèle en affrontant les sorcières de Brigmore, toujours selon le point de vue de Daud. Le contenu prend en compte les choix des joueurs et les améliorations réalisées par les joueurs dans La Lame de Dunwall. Les charmes corrompus, charmes d'os donnant à la fois un avantage et un malus, font leur apparition.
L'histoire de ce dernier contenu a reçu des critiques mitigées, avec Destructoid expliquant par exemple qu'il offrait un récit plus captivant, tandis que selon Polygon il manquait de tension, tout comme La Lame de Dunwall, et que la fin semblait précipitée et insatisfaisante,. Cependant, le gameplay est généralement considéré comme une amélioration, offrant une conception de niveau plus complexe et une construction de monde nuancée. Cela produit un système de jeu nécessitant une approche plus réfléchie. PC Gamer a apprécié le fait que les niveaux avaient chacun un thème distinct et fournissaient de manière adéquate un gameplay furtif et violent, tandis que pour Polygon seul le dernier niveau s'était amélioré par rapport au contenu téléchargeable précédent, introduisant de nouveaux mécanismes qui ont forcé des changements dans le comportement des joueurs,,.

## Suites et adaptations
Le studio Bethesda Softworks a développé un jeu iOS dérivé, Dishonored: Rat Assassin, publié gratuitement le 30 août 2012. Le jeu oblige les joueurs à utiliser un couteau et une arbalète pour tuer les rats tout en évitant les bombes. Le jeu a été beaucoup comparé avec un autre jeu mobile, Fruit Ninja.
Le 28 novembre 2012, Bethesda a indiqué que les ventes de Dishonored dépassaient leurs attentes et que par conséquent, ils avaient l'intention de développer une suite. Dishonored 2 est finalement sorti le 11 novembre 2016. L'intrigue se déroule 15 ans après les événements de Dishonored. Emily est destituée comme impératrice lors d'un coup d'État par la sorcière Delilah et le duc de Serkonos. Jouant Corvo ou Emily, le joueur doit les neutraliser et reprendre Dunwall,.
Une aventure autonome, nommée Dishonored : La Mort de l'Outsider, est sortie le 15 septembre 2017. Se déroulant après Dishonored 2, elle suit l'ancien commandant en second de Daud, Billie Lurk, dans sa quête pour vaincre l'Outsider,.
Le jeu de rôle Dishonored est sorti le 29 septembre 2020 (en anglais). Développé par Modiphius Entertainment et adapté par Nathan Dowdell, le jeu est connu sous le nom de Dishonored Roleplaying Game / Dishonored Le Jeu de rôle. Il comprend un livret d'environ 300 pages et permet aux joueurs de jouer le rôle de criminels, d'assassins, d'explorateurs ou de loyalistes dans diverses campagnes.